# 14179 Skinner
14179 Skinner este un asteroid din centura principală de asteroizi.

## Descriere
14179 Skinner este un asteroid din centura principală de asteroizi. A fost descoperit pe 15 noiembrie 1998 la Cocoa de Ian P. Griffin. El prezintă o orbită caracterizată de o semiaxă mare de 2,29 ua, o excentricitate de 0,21 și o înclinație de 8,3° în raport cu ecliptica.